# Gran Premio di superbike di Misano Adriatico 2011
Il Gran Premio di superbike di San Marino 2011 è la sesta prova del mondiale superbike 2011, nello stesso fine settimana si corre il quinto gran premio stagionale del mondiale supersport 2011 e il terzo della Superstock 1000 FIM Cup. Ha registrato le vittorie di Carlos Checa in Superbike, in entrambe le gare, di Broc Parkes in Supersport e di Davide Giugliano in Superstock.

## Superbike

### Gara 1[1]

#### Arrivati al traguardo
| Pos. | Nº  | Pilota            | Squadra                  | Motocicletta         | Giri | Tempo     | Griglia | Punti |
| ---- | --- | ----------------- | ------------------------ | -------------------- | ---- | --------- | ------- | ----- |
| 1º   | 7   | Carlos Checa      | Althea Racing            | Ducati 1098R         | 24   | 39:03.132 | 2º      | 25    |
| 2º   | 1   | Max Biaggi        | Aprilia Alitalia Racing  | Aprilia RSV4 Factory | 24   | +0.984    | 7º      | 20    |
| 3º   | 33  | Marco Melandri    | Yamaha World Superbike   | Yamaha YZF R1        | 24   | +17.124   | 4º      | 16    |
| 4º   | 66  | Tom Sykes         | Kawasaki Racing          | Kawasaki ZX-10R      | 24   | +18.652   | 1º      | 13    |
| 5º   | 58  | Eugene Laverty    | Yamaha World Superbike   | Yamaha YZF R1        | 24   | +18.929   | 10º     | 11    |
| 6º   | 2   | Leon Camier       | Aprilia Alitalia Racing  | Aprilia RSV4 Factory | 24   | +21.003   | 16º     | 10    |
| 7º   | 50  | Sylvain Guintoli  | Effenbert-Liberty Racing | Ducati 1098R         | 24   | +22.942   | 8º      | 9     |
| 8º   | 86  | Ayrton Badovini   | BMW Motorrad Italia      | BMW S1000 RR         | 24   | +23.117   | 9º      | 8     |
| 9º   | 17  | Joan Lascorz      | Kawasaki Racing          | Kawasaki ZX-10R      | 24   | +31.729   | 12º     | 7     |
| 10º  | 121 | Maxime Berger     | Supersonic Racing        | Ducati 1098R         | 24   | +34.466   | 14º     | 6     |
| 11º  | 111 | Rubén Xaus        | Castrol Honda            | Honda CBR1000RR      | 24   | +36.683   | 15º     | 5     |
| 12º  | 15  | Matteo Baiocco    | Barni Racing             | Ducati 1098R         | 24   | +37.692   | 18º     | 4     |
| 13º  | 53  | Alessandro Polita | Barni Racing             | Ducati 1098R         | 24   | +37.984   | 20º     | 3     |
| 14º  | 77  | Chris Vermeulen   | Kawasaki Racing          | Kawasaki ZX-10R      | 24   | +41.016   | 22º     | 2     |
| 15º  | 57  | Lorenzo Lanzi     | BMW Motorrad Italia      | BMW S1000 RR         | 24   | +43.514   | 19º     | 1     |

#### Ritirati
| Nº | Pilota          | Squadra                  | Motocicletta         | Giri | Griglia |
| -- | --------------- | ------------------------ | -------------------- | ---- | ------- |
| 8  | Mark Aitchison  | Team Pedercini           | Kawasaki ZX-10R      | 20   | 23º     |
| 44 | Roberto Rolfo   | Team Pedercini           | Kawasaki ZX-10R      | 14   | 21º     |
| 91 | Leon Haslam     | BMW Motorrad Motorsport  | BMW S1000 RR         | 9    | 5º      |
| 11 | Troy Corser     | BMW Motorrad Motorsport  | BMW S1000 RR         | 5    | 6º      |
| 41 | Noriyuki Haga   | PATA Racing Team Aprilia | Aprilia RSV4 Factory | 4    | 17º     |
| 96 | Jakub Smrž      | Effenbert-Liberty Racing | Ducati 1098R         | 3    | 3º      |
| 84 | Michel Fabrizio | Suzuki Alstare           | Suzuki GSX-R1000     | 1    | 13º     |

#### Non partito
| Nº | Pilota       | Squadra       | Motocicletta    | Griglia |
| -- | ------------ | ------------- | --------------- | ------- |
| 4  | Jonathan Rea | Castrol Honda | Honda CBR1000RR | 11º     |

### Gara 2[2]
La gara è stata interrotta dopo 10 giri a causa delle cadute di Marco Melandri e Leon Camier, che hanno portato all'esposizione della bandiera rossa. La corsa è poi ripartita sulla distanza di 14 giri, e l'ordine d'arrivo della seconda parte di gara ha determinato il risultato finale.

#### Arrivati al traguardo
| Pos. | Nº  | Pilota           | Squadra                  | Motocicletta         | Giri | Tempo     | Griglia | Punti |
| ---- | --- | ---------------- | ------------------------ | -------------------- | ---- | --------- | ------- | ----- |
| 1º   | 7   | Carlos Checa     | Althea Racing            | Ducati 1098R         | 14   | 22:44.117 | 2º      | 25    |
| 2º   | 1   | Max Biaggi       | Aprilia Alitalia Racing  | Aprilia RSV4 Factory | 14   | +1.484    | 7º      | 20    |
| 3º   | 41  | Noriyuki Haga    | PATA Racing Team Aprilia | Aprilia RSV4 Factory | 14   | +7.772    | 17º     | 16    |
| 4º   | 86  | Ayrton Badovini  | BMW Motorrad Italia      | BMW S1000 RR         | 14   | +7.856    | 9º      | 13    |
| 5º   | 91  | Leon Haslam      | BMW Motorrad Motorsport  | BMW S1000 RR         | 14   | +9.714    | 5º      | 11    |
| 6º   | 84  | Michel Fabrizio  | Suzuki Alstare           | Suzuki GSX-R1000     | 14   | +10.777   | 13º     | 10    |
| 7º   | 50  | Sylvain Guintoli | Effenbert-Liberty Racing | Ducati 1098R         | 14   | +10.875   | 8º      | 9     |
| 8º   | 111 | Rubén Xaus       | Castrol Honda            | Honda CBR1000RR      | 14   | +13.483   | 15º     | 8     |
| 9º   | 17  | Joan Lascorz     | Kawasaki Racing          | Kawasaki ZX-10R      | 14   | +13.576   | 12º     | 7     |
| 10º  | 77  | Chris Vermeulen  | Kawasaki Racing          | Kawasaki ZX-10R      | 14   | +17.962   | 22º     | 6     |
| 11º  | 57  | Lorenzo Lanzi    | BMW Motorrad Italia      | BMW S1000 RR         | 14   | +22.768   | 19º     | 5     |
| 12º  | 44  | Roberto Rolfo    | Team Pedercini           | Kawasaki ZX-10R      | 14   | +24.535   | 21º     | 4     |
| 13º  | 58  | Eugene Laverty   | Yamaha World Superbike   | Yamaha YZF R1        | 14   | +51.895   | 10º     | 3     |
| 14º  | 66  | Tom Sykes        | Kawasaki Racing          | Kawasaki ZX-10R      | 14   | +1:04.134 | 1º      | 2     |

#### Ritirati
| Nº  | Pilota         | Squadra                  | Motocicletta | Giri | Griglia |
| --- | -------------- | ------------------------ | ------------ | ---- | ------- |
| 121 | Maxime Berger  | Supersonic Racing        | Ducati 1098R | 8    | 14º     |
| 96  | Jakub Smrž     | Effenbert-Liberty Racing | Ducati 1098R | 5    | 3º      |
| 15  | Matteo Baiocco | Barni Racing             | Ducati 1098R | 3    | 18º     |

#### Non partiti per la seconda parte di gara
| Nº | Pilota         | Squadra                 | Motocicletta         | Griglia |
| -- | -------------- | ----------------------- | -------------------- | ------- |
| 33 | Marco Melandri | Yamaha World Superbike  | Yamaha YZF R1        | 4º      |
| 2  | Leon Camier    | Aprilia Alitalia Racing | Aprilia RSV4 Factory | 16º     |

#### Ritirati nella prima parte di gara
| Nº | Pilota            | Squadra        | Motocicletta    | Giri | Griglia |
| -- | ----------------- | -------------- | --------------- | ---- | ------- |
| 53 | Alessandro Polita | Barni Racing   | Ducati 1098R    | 4    | 20º     |
| 8  | Mark Aitchison    | Team Pedercini | Kawasaki ZX-10R | 4    | 23º     |

#### Non partiti
| Nº | Pilota       | Squadra                 | Motocicletta    | Griglia |
| -- | ------------ | ----------------------- | --------------- | ------- |
| 11 | Troy Corser  | BMW Motorrad Motorsport | BMW S1000 RR    | 6º      |
| 4  | Jonathan Rea | Castrol Honda           | Honda CBR1000RR | 11º     |

## Supersport[4]

### Arrivati al traguardo
| Pos. | Nº  | Pilota            | Squadra                     | Motocicletta        | Giri | Tempo     | Griglia | Punti |
| ---- | --- | ----------------- | --------------------------- | ------------------- | ---- | --------- | ------- | ----- |
| 1º   | 23  | Broc Parkes       | Kawasaki Motocard.com       | Kawasaki ZX-6R      | 22   | 37:00.851 | 4º      | 25    |
| 2º   | 99  | Fabien Foret      | Hannspree Ten Kate Honda    | Honda CBR600RR      | 22   | +1.933    | 5º      | 20    |
| 3º   | 11  | Sam Lowes         | Parkalgar Honda             | Honda CBR600RR      | 22   | +2.890    | 1º      | 16    |
| 4º   | 44  | David Salom       | Kawasaki Motocard.com       | Kawasaki ZX-6R      | 22   | +3.262    | 3º      | 13    |
| 5º   | 157 | Ilario Dionisi    | Honda Italia Improve FG     | Honda CBR600RR      | 22   | +4.976    | 6º      | 11    |
| 6º   | 7   | Chaz Davies       | Yamaha ParkinGO             | Yamaha YZF R6       | 22   | +7.024    | 2º      | 10    |
| 7º   | 77  | James Ellison     | Bogdanka PTR Honda          | Honda CBR600RR      | 22   | +7.344    | 10º     | 9     |
| 8º   | 127 | Robbin Harms      | Harms Benjan Racing         | Honda CBR600RR      | 22   | +16.093   | 7º      | 8     |
| 9º   | 22  | Roberto Tamburini | Bike Service R.T.           | Yamaha YZF R6       | 22   | +16.353   | 11º     | 7     |
| 10º  | 4   | Gino Rea          | Step Racing                 | Honda CBR600RR      | 22   | +16.427   | 14º     | 6     |
| 11º  | 21  | Florian Marino    | Hannspree Ten Kate Honda    | Honda CBR600RR      | 22   | +29.225   | 8º      | 5     |
| 12º  | 117 | Miguel Praia      | Parkalgar Honda             | Honda CBR600RR      | 22   | +35.517   | 21º     | 4     |
| 13º  | 51  | Alessio Velini    | Velmotor 2000               | Honda CBR600RR      | 22   | +36.188   | 13º     | 3     |
| 14º  | 114 | Roman Stamm       | MACH Racing                 | Honda CBR600RR      | 22   | +36.368   | 29º     | 2     |
| 15º  | 5   | Alexander Lundh   | Cresto Guide Racing         | Honda CBR600RR      | 22   | +41.190   | 22º     | 1     |
| 16º  | 60  | Vladimir Ivanov   | Step Racing                 | Honda CBR600RR      | 22   | +44.311   | 15º     |       |
| 17º  | 65  | Vladimir Leonov   | Yakhnich Motorsport         | Yamaha YZF R6       | 22   | +48.359   | 20º     |       |
| 18º  | 38  | Balázs Németh     | Hungary Toth                | Honda CBR600RR      | 22   | +58.136   | 28º     |       |
| 19º  | 25  | Marko Jerman      | MD Team Jerman              | Triumph Daytona 675 | 22   | +58.741   | 31º     |       |
| 20º  | 10  | Imre Tóth         | Hungary Toth                | Honda CBR600RR      | 22   | +1:08.274 | 24º     |       |
| 21º  | 34  | Ronan Quarmby     | Suriano Racing              | Triumph Daytona 675 | 22   | +1:10.559 | 30º     |       |
| 22º  | 82  | Iuri Vigilucci    | Vigi Racing                 | Yamaha YZF R6       | 22   | +1:29.418 | 26º     |       |
| 23º  | 73  | Oleg Pozdneev     | RivaMoto                    | Yamaha YZF R6       | 21   | +1 giro   | 37º     |       |
| 24º  | 12  | Stefano Cruciani  | Puccetti R. Kawasaki Italia | Kawasaki ZX-6R      | 19   | +3 giri   | 14º     |       |

### Ritirati
| Nº  | Pilota            | Squadra                     | Motocicletta        | Giri | Griglia |
| --- | ----------------- | --------------------------- | ------------------- | ---- | ------- |
| 32  | Mirko Giansanti   | Puccetti R. Kawasaki Italia | Kawasaki ZX-6R      | 20   | 12º     |
| 31  | Vittorio Iannuzzo | Lorenzini by Leoni          | Kawasaki ZX-6R      | 19   | 19º     |
| 30  | Valery Yurchenko  | RivaMoto                    | Yamaha YZF R6       | 19   | 35º     |
| 24  | Eduard Blokhin    | RivaMoto                    | Yamaha YZF R6       | 11   | 36º     |
| 87  | Luca Marconi      | Bike Service R.T.           | Yamaha YZF R6       | 8    | 25º     |
| 55  | Massimo Roccoli   | Lorenzini by Leoni          | Kawasaki ZX-6R      | 6    | 9º      |
| 33  | Yves Polzer       | MRC Austria                 | Yamaha YZF R6       | 6    | 34º     |
| 121 | William Marconi   | Marconi Racing              | Yamaha YZF R6       | 4    | 27º     |
| 91  | Danilo Dell'Omo   | Suriano Racing              | Triumph Daytona 675 | 2    | 17º     |
| 69  | Ondřej Ježek      | SMS Racing                  | Honda CBR600RR      | 0    | 23º     |
| 28  | Paweł Szkopek     | Bogdanka PTR Honda          | Honda CBR600RR      | 0    | 18º     |

### Non partiti
| Nº | Pilota           | Squadra         | Motocicletta   | Griglia |
| -- | ---------------- | --------------- | -------------- | ------- |
| 79 | Giuliano Rovelli | Yamaha ParkinGO | Yamaha YZF R6  | 32º     |
| 19 | Mitchell Pirotta | KUJA Racing     | Honda CBR600RR | 33º     |

## Superstock
La pole position è stata fatta segnare da Danilo Petrucci in 1:39.118, mentre Davide Giugliano ha effettuato il giro più veloce in gara, in 1:38.825. La gara è stata interrotta dopo 10 giri con la bandiera rossa per la caduta di Michal Salač ed è stata dichiarata conclusa.

### Arrivati al traguardo
| Pos. | Nº  | Pilota              | Squadra                  | Motocicletta    | Giri | Tempo     | Griglia | Punti |
| ---- | --- | ------------------- | ------------------------ | --------------- | ---- | --------- | ------- | ----- |
| 1º   | 34  | Davide Giugliano    | Althea Racing            | Ducati 1098R    | 10   | 16:36.317 | 2º      | 25    |
| 2º   | 9   | Danilo Petrucci     | Barni Racing             | Ducati 1098R    | 10   | +3.180    | 1º      | 20    |
| 3º   | 87  | Lorenzo Zanetti     | BMW Motorrad Italia      | BMW S1000 RR    | 10   | +5.253    | 6º      | 16    |
| 4º   | 20  | Sylvain Barrier     | BMW Motorrad Italia      | BMW S1000 RR    | 10   | +10.668   | 3º      | 13    |
| 5º   | 59  | Niccolò Canepa      | Goeleven                 | Kawasaki ZX-10R | 10   | +11.559   | 5º      | 11    |
| 6º   | 119 | Michele Magnoni     | Baru Racing              | BMW S1000 RR    | 10   | +14.552   | 8º      | 10    |
| 7º   | 15  | Fabio Massei        | Team Piellemoto          | BMW S1000 RR    | 10   | +15.413   | 12º     | 9     |
| 8º   | 47  | Eddi La Marra       | Team Lorini              | Honda CBR1000RR | 10   | +16.063   | 13º     | 8     |
| 9º   | 5   | Marco Bussolotti    | Pedercini Team           | Kawasaki ZX-10R | 10   | +19.916   | 9º      | 7     |
| 10º  | 6   | Lorenzo Savadori    | Lorenzini by Leoni       | Kawasaki ZX-10R | 10   | +19.988   | 14º     | 6     |
| 11º  | 67  | Bryan Staring       | Team Pedercini           | Kawasaki ZX-10R | 10   | +20.758   | 11º     | 5     |
| 12º  | 14  | Lorenzo Baroni      | Althea Racing            | Ducati 1098R    | 10   | +21.188   | 10º     | 4     |
| 13º  | 32  | Sheridan Morais     | Lorenzini by Leoni       | Kawasaki ZX-10R | 10   | +21.851   | 7º      | 3     |
| 14º  | 23  | Luca Verdini        | Ten Kate Junior          | Honda CBR1000RR | 10   | +24.372   | 16º     | 2     |
| 15º  | 36  | Leandro Mercado     | Team Pedercini           | Kawasaki ZX-10R | 10   | +29.333   | 21º     | 1     |
| 16º  | 11  | Jérémy Guarnoni     | MRS Yamaha Racing France | Yamaha YZF R1   | 10   | +33.023   | 25º     |       |
| 17º  | 55  | Tomáš Svitok        | SK Energy                | Ducati 1098R    | 10   | +34.736   | 23º     |       |
| 18º  | 12  | Nico Vivarelli      | Goeleven                 | Kawasaki ZX-10R | 10   | +35.561   | 19º     |       |
| 19º  | 21  | Markus Reiterberger | Garnier Alpha Racing     | BMW S1000 RR    | 10   | +35.697   | 17º     |       |
| 20º  | 71  | Roy ten Napel       | Domburg Racing           | Honda CBR1000RR | 10   | +36.236   | 24º     |       |
| 21º  | 86  | Beau Beaton         | Garnier Racing           | BMW S1000 RR    | 10   | +45.255   | 22º     |       |
| 22º  | 120 | Marcin Walkowiak    | Bogdanka PTR Honda       | Honda CBR1000RR | 10   | +51.017   | 30º     |       |
| 23º  | 39  | Randy Pagaud        | Garnier Racing           | BMW S1000 RR    | 10   | +51.198   | 28º     |       |
| 24º  | 27  | Thomas Caiani       | BWG Racing Kawasaki      | Kawasaki ZX-10R | 10   | +51.768   | 29º     |       |
| 25º  | 58  | Gabriel Berclaz     | Berclaz Racing           | Honda CBR1000RR | 10   | +51.854   | 27º     |       |
| 26º  | 30  | Bogdan Vrajitoru    | C.S.M. Bucharest         | Yamaha YZF R1   | 10   | +1:08.343 | 34º     |       |
| 27º  | 141 | Sérgio Batista      | Jar Racing               | Kawasaki ZX-10R | 10   | +1:19.510 | 33º     |       |

### Ritirati
| Nº | Pilota            | Squadra          | Motocicletta    | Giri | Griglia |
| -- | ----------------- | ---------------- | --------------- | ---- | ------- |
| 32 | Michal Salač      | Salac Racing     | BMW S1000 RR    | 10   | 32º     |
| 29 | Daniele Beretta   | Lorini Team      | Honda CBR1000RR | 9    | 20º     |
| 93 | Matthieu Lussiana | Team ASPI        | BMW S1000 RR    | 4    | 18º     |
| 40 | Alen Győrfi       | Adrenalin H-Moto | Honda CBR1000RR | 1    | 31º     |
| 24 | Roberto Anastasia | Orange Rules     | Honda CBR1000RR | 1    | 26º     |
| 37 | Andrea Boscoscuro | Lazio MotorSport | Ducati 1098R    | 0    | 15º     |
| 8  | Andrea Antonelli  | Team Lorini      | Honda CBR1000RR | 0    | 4º      |